# Martin Boddey
Martin Boddey, nasceu Albert Martin Boddey (Stirling, 16 de abril de 1907 – Londres, 24 de outubro de 1975 (68 anos)) foi um ator de cinema e televisão britânico.

## Filmografia selecionada
- The Twenty Questions Murder Mystery (1950)
- Cairo Road (1950)
- Seven Days to Noon (1950)
- Girl in the Headlines (1963)
- A Man for All Seasons (1966)
- The Rise and Rise of Michael Rimmer (1970)
- Tales from the Crypt (1972)
- Psychomania (1973)
- Dark Places (1973)